# Rebetes
Con il termine rebetes o rebeti (ρεμπέτης) ci si riferisce a persone che per aspetto, modo di vestire, comportamento e valori etici, si ritengono associate alla sottocultura greca del rebetiko, una forma musicale popolare greca.
L'origine della parola non è chiara. Potrebbe derivare dal serbo rebenòk (pl. rebia'ta), che significa ribelle, dal turco antico rembet (agg. "dei bassifondi"), dalla locuzione turca rebet asker,  cioè truppe irregolari, dall'arabo ribat, un termine in uso fin dal decimo secolo per indicare la taverna, o dalla radice persiana ed arabica reb, rab, ruba'a o arba'a, che significa “quattro”, infatti il plurale ruba'at o arba'at significa “quartina”, che è la strofa di quattro versi tipica del rebetiko.

## Storia
Si suole far coincidere l'inizio del movimento dei rebeti col fallito tentativo del Regno di Grecia di annettersi parte dell'Asia Minore dopo la sconfitta dell'Impero ottomano nella prima guerra mondiale. La guerra greco-turca, che vide l'incendio e la distruzione di Smirne,  si concluse nel 1922 con la ritirata dall'Anatolia dell'esercito greco e la conseguente rotta della popolazione turca di origine greca. Nel 1923 con il Trattato di Losanna la neonata Repubblica Turca ed il Regno di Grecia si accordarono per il definitivo rimpatrio reciproco delle minoranze di origine turca e greca dall'una e dall'altra sponda del Bosforo.
Circa un milione e mezzo di Greci e cinquecentomila turchi furono tradotti nelle loro terre di origine.
Senza un lavoro, senza una casa, con problemi di comunicazione (spesso parlavano il turco come prima lingua), malvisti dalla polizia e dai politici dell'epoca, che erano spesso legati al neo nazionalismo ellenico, anti asiatico ed europeista, i “Greci-turchi” finirono molto spesso per ingrossare le file degli sbandati senza tetto delle periferie di Atene e Salonicco.
Su questo terreno si sviluppò il rebetiko, una musica dalle forti matrici ottomane e orientali che ricorda l'intensità del blues americano, del raï algerino o del fado portoghese .
I temi sono le risse, la malattia, il disincanto, l'esclusione, l'amore non corrisposto. Un tratto originale è l'elogio dell'hashish, come medicina, riparo dai torti e fuga dalla miseria. L'uso  dell'hashish, normale ai tempi sia in Asia Minore che in Grecia, venne osteggiato dalle autorità che identificavano l'uso della sostanza con le “mollezze” ottomane, al punto da scoraggiare la produzione di canapa.
I rebetes cantavano lo sberleffo alla polizia nel consumare droghe, la gioia nell'apprendere che un carico era giunto in Grecia, utilizzando frasi gergali per evitare la censura. Negli anni successivi si venne a creare un'estetica rebetes: né cravatta, né ombrello, vesti trasandate e larghe, per nascondere armi da taglio e, talvolta, un piccolo baglamas (lo strumento musicale dei rebetes), la giacca indossata solo a sinistra ed abbandonata sulla spalla per poterla usare come scudo contro i coltelli degli avversari , i capelli ed i baffi lunghi, unti di brillantina, e atteggiamenti da “duri” uniti a una forte misoginia. I luoghi dell'immaginario rebetes sono la prigione, il bordello, la fumeria. Nel 1937 il capo del governo Metaxas pose all'ordine del giorno la lotta ai rebetes, imponendo la censura ai dischi di rebetiko e chiudendo le fumerie di hashish (1939).
I rebetes mantennero la loro identità sia durante la seconda guerra mondiale che nell'epoca della Dittatura dei Colonnelli (1967).
La cultura rebetes sopravvive sotterranea anche oggi. Attualmente il termine rebetes identifica prevalentemente i musicisti di rebetiko.